# Kévin Chapon
Kévin Chapon (31 de octubre de 1987) es un deportista francés que compite en tiro, en la modalidad de pistola.
Ganó una medalla de bronce en el Campeonato Mundial de Tiro de 2023 y una medalla de oro en el Campeonato Europeo de Tiro de 2024, ambas en la prueba de pistola estándar 25 m.

## Palmarés internacional
| Campeonato Mundial | Campeonato Mundial | Campeonato Mundial | Campeonato Mundial    |
| Año                | Lugar              | Medalla            | Prueba                |
| ------------------ | ------------------ | ------------------ | --------------------- |
| 2023               | Bakú (Azerbaiyán)  | Medalla de bronce  | Pistola estándar 25 m |
| Campeonato Europeo |                    |                    |                       |
| Año                | Lugar              | Medalla            | Prueba                |
| 2024               | Osijek (Croacia)   | Medalla de oro     | Pistola estándar 25 m |